# Buscando la Luz II

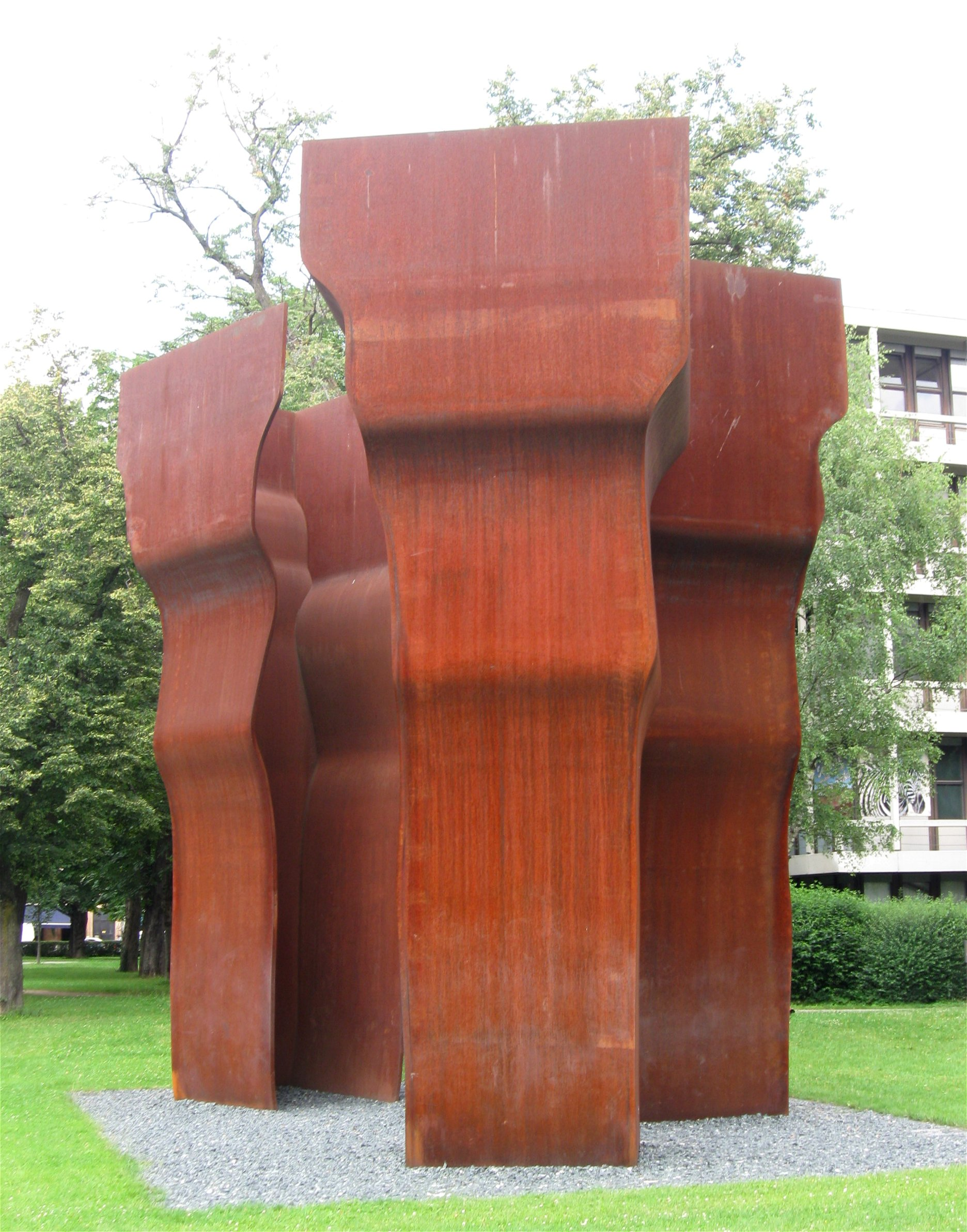
Eduardo Chillida: Buscando la Luz II

Buscando la Luz II (deutsch: Suche nach dem Licht II) ist eine Monumentalplastik von Eduardo Chillida. Es ist das zweite in einer Serie von vier gleichnamigen Kunstwerken: Buscando la Luz I (1997) und Buscando la Luz III (2000) befinden sich im Skulpturenpark des Chillida-Leku-Museums in Spanien, Buscando la Luz IV (2001) auf dem Gelände der Universität von Katar in Doha.
Das aus drei Trichtern bestehende, knapp drei Meter hohe Werk aus Stahl wurde 1997 angefertigt und gilt als eine der letzten Großplastiken des baskischen Bildhauers; sie wurde 2002 anlässlich der Eröffnung der Pinakothek der Moderne im Kunstareal in München im Stadtteil Maxvorstadt aufgestellt.